# Salvia officinalis subsp. oxyodon
Salvia officinalis subsp. oxyodon, conocida comúnmente como salvia, es una subespecie de planta herbácea perenne de Salvia officinalis que pertenece a la familia de las lamiáceas.

## Distribución y hábitat
El área de distribución nativa de esta subespecie se extiende en el sureste de España. Crece principalmente en el bioma templado.

## Taxonomía
La especie fue descrita inicialmente como Salvia oxyodon fue descrita por Philip Barker Webb y Theodor Heinrich von Heldreich y publicada en Catalogus Plantarum Hispanicarum in provincia Geinnensi 309, en 1850, actualmente, es tanto un sinónimo como el basónimo de esta; y ulteriormente sería degradada a subespecie de Salvia officinalis por Antonio Reales, Diego Rivera Núñez y Concepción Obón en Botanical Journal of the Linnean Society 145(3): 365, en 2004.

#### Etimología
Véase: Salvia
Véase: Salvia officinalis
oxyodon: epíteto latino que significa "con dientes puntiagudos".